# 尤厄島
尤厄島是蘇格蘭的島嶼，位於安斯特島以南的大西洋海域，屬於昔德蘭群島的一部分，面積2.05平方公里，該島自青銅時期已有人類居住，島上無人居住。

## 外部連結
- "Brochs and photos from Shetland, UK" Licenced under the GNU Free Documentation License

60°40′N 0°54′W / 60.667°N 0.900°W